# Wanlop Saechio
Wanlop Saechio (thailändisch วัลลภ แซ่จิ๋ว, * 20. Oktober 1986 in Krabi) ist ein thailändischer Fußballspieler.

## Karriere
Wanlop Saechio stand von 2009 bis 2012 beim Singhtarua FC, dem heutigen Port FC, unter Vertrag. Der Verein aus der thailändischen Hauptstadt Bangkok spielte in der ersten Liga des Landes, der Thai Premier League. Ende 2012 musste er mit dem Klub den Weg in die Zweitklassigkeit antreten. Nach dem Abstieg verließ er Singhtarua und schloss sich dem ebenfalls in Bangkok beheimateten Erstligisten Police United an. Für die Police stand er 31-mal in der ersten Liga auf dem Spielfeld. Ende 2014 stieg er mit Police in die zweite Liga ab. Der Erstligist Chainat Hornbill FC aus Chainat nahm ihn die Saison 2015 unter Vertrag. Für Chainat stand er 20-mal zwischen den Pfosten. Bangkok Glass, ein Erstligist, verpflichtete ihn Anfang 2016. Für BG stand er bis Mitte 2017 achtmal im Tor. Die Rückserie 2017 spielte er beim Zweitligisten PT Prachuap FC in Prachuap. Als Tabellendritter stieg man am Ende der Saison in die erste Liga auf. Nach dem Aufstieg verließ er Prachuap und ging nach Sattahip, wo er sich dem Erstligisten Navy FC anschloss. Die Rückserie stand er für den Erstligisten Chiangrai United aus Chiang Rai im Tor. 2019 schloss er sich dem Erstligisten Sukhothai FC an. Ende 2019 wurde sein Vertrag in Sukhothai nicht verlängert.
Seit 1. Januar 2020 ist Wanlop Saechio vertrags- und vereinslos.

## Erfolge
Chiangrai United
- Thai League Cup: 2018